# Núi Đền
Núi Đền (chữ Hebrew: הַר הַבַּיִת, chữ Ả Rập: الحرم القدسي الشريف, chữ Hán-Việt: Thánh Điện sơn) là thánh địa tôn giáo ở vào thành cổ Jerusalem, Israel. Tính nhạy cảm của Núi Đền, nằm ở lịch sử có âm hưởng bất phàm của nó. Toạ lạc ở chỗ có diện tích không đến 14 hécta, đã bảo tồn rất nhiều di tích tôn giáo, là thánh địa của Do Thái giáo, Cơ Đốc giáo và Hồi giáo.

## Chỗ ở của Thiên Chúa
Núi Đền được người Do Thái tôn làm thánh địa là bởi vì truyền thuyết kể rằng Abraham - tổ tiên của người Do Thái, tiếp nhận thánh chỉ Thiên Chúa và hiến tế con trai của mình ở chỗ đó; Jacob - cháu trai của ông, đánh vật với thiên sứ cũng ở chỗ đó, và lại được ban cho cái tên là "Israel" (ý nghĩa "đấu vật với Chúa"). Để tưởng niệm chỗ thiêng liêng nhất của dân tộc Do Thái, tương truyền rằng vua Salomon sử dụng 200.000 người vào năm 1010 trước Công nguyên, bắt đầu thi công thánh điện ở núi Moriah thuộc Jerusalem, dùng để bái quỵ và dâng cúng Thiên Chúa của Do Thái giáo, lại còn cất giữ rương Khế Ước (bên trong bố trí hai khối thạch bản có khắc Mười điều răn), các đồ vật của Chúa như thuyền cứu nạn Noah. Công trình hoàn tất vào năm 957 trước Công nguyên. Thánh điện sau khi dựng xong dài 30 mét, rộng 10 mét, cao 15 mét, hùng vĩ vô cùng, có biệt hiệu là "chỗ ở của Thiên Chúa".

## Canh phòng và bảo vệ Núi Đền
Tuy nhiên tình cảnh tốt không lâu, vào năm 586 trước Công nguyên, vua Babylon đến chỗ này giết hại, ông ta đã tàn phá Núi Đền, đã xua đuổi người Do Thái. Mãi đến năm 538 trước Công nguyên, sau khi vua Ba Tư Cyrus tiêu diệt Babylon, người Do Thái mới được cho phép quay trở về, và hơn 5.000 đồ vật thánh điện được trao trả. Do đó, người Do Thái bắt đầu tái thiết thánh điện thứ hai trên nền móng ban đầu của thánh điện thứ nhất vào năm 516 trước Công nguyên. Không ngờ năm 70 Công nguyên, hoàng đế La Mã trấn áp cuộc khởi nghĩa của người Do Thái, thẳng tay đem thánh điện tái thiết thiêu huỷ triệt để, chỉ giữ lại một đoạn móng tường của bức tường phía Tây. Người đời sau thu tập tàn thạch, xếp chồng lên thành một bức tường ngay trên móng tường.
Vào thời kì đế quốc La Mã, ngày 09 tháng 11 mỗi năm - ngày tưởng niệm thánh điện bị phá huỷ, người Do Thái khắp nơi trên thế giới mới được cấp phép đến di chỉ bức tường phía Tây của Núi Đền đề cầu cúng. Người Do Thái chịu đủ khổ nạn mặt hướng về tường đổ vách nát của thánh điện tất cả đều nhịn không được, sụt sùi than khóc bi thương, "bức tường Than Khóc" vì nguyên do mà được đặt tên. Kinh thánh Do Thái "Talmud" nói rằng: "Thiên Chúa đã cho thế giới mười phần đẹp, chín phần ở Jerusalem", nhưng cũng có người đời sau nói rằng: "Thiên chúa đã cho thế giới mười phần buồn, chín phần ở Jerusalem". Có lẽ chính bởi vì cái đẹp tụ hội quá nhiều, Jerusalem, đặc biệt là Núi Đền mới trở thành chỗ tranh chấp liên miên không ngớt.
Năm đó, Israel khai thông đường hầm dưới đất ở Núi Đền xuyên qua phần nền của hai nhà thờ lớn Hồi giáo (bức tường Than Khóc đã bắt đầu nối tiếp với đường Khổ Nạn) và thủ tướng Israel Ariel Sharon bước vào nhà thờ Hồi giáo ở Núi Đền, đều từng dẫn đến xung đột bạo lực của hai phía Palestine và Israel, hơn nữa tổ chức Do Thái cực đoan luôn luôn gào thét cần làm sụp đổ hai nhà thờ lớn Hồi giáo, tái thiết thánh điện thứ ba của họ. Mỗi năm những phần tử cực đoan này đều phải đem một hòn đá vận chuyển đến sát gần bức tường Than Khóc, theo người ta nói rằng khối đá lớn được bảo tồn ở trong thánh điện Jerusalem, cử hành nghi thức tái thiết thánh điện mang tính tượng trưng. Quảng trường ở bức tường Than Khóc nhìn có vẻ "gió yên sóng lặng", nhưng không biết lúc nào thì sẽ bùng phát xung đột. Mũi đông nam ở thành cổ Jerusalem có một khoảnh đất rộng và bằng phẳng, đây chính là nơi mà cả thế giới nghe danh biết tiếng, cũng chính là khu vực mà Sharon tuyên bố vẫn kiểm soát trong tay như cũ. Mọi người đều biết, quảng trường Núi Đền có rất nhiều di tích cổ trọng yếu, đã thu hút số lượng rất lớn du khách đến thăm viếng thưởng lãm. Quảng trường Núi Đền có chiều dài bắc-nam 490 mét, rộng đông-tây 280 mét. Người Do Thái đem nó coi là thánh địa tôn giáo của mình. Họ cho biết, người đầu tiên Adam do Jehovah - Thiên Chúa thực sự mà họ tin kính, sáng tạo chính là dùng đất ở quảng trường Núi Đền mà nặn thành. Họ còn cho biết, khối đá lớn trên quảng trường Núi Đền có quan hệ với thủy tổ người Do Thái. Khối đá lớn này dài chừng 17,7 mét, rộng 13,5 mét, cao 1,2 mét so với mặt đất. Người Do Thái đã lưu truyền trong dân gian truyền thuyết, Abraham - thủy tổ của họ vì mục đích biểu thị trung thành trước Jehovah, từng tự tay đem con trai của mình Isaac trói chặt lại, đặt ở trên khối đá lớn này, chuẩn bị đem Isaac coi là thịt tế, dâng cho Jehovah, Jehovah cảm được lòng thành của ông, ban xuống cừu non vô tội để thay thế. Người Do Thái liền đem khối đá lớn này coi là đá thánh. Tín đồ Do Thái giáo còn cho biết, tia sáng thần thánh đầu tiên lúc Jehovah khai thiên tịch địa chính là từ Núi Đền soi toả đến toàn thế giới.
Đối với Núi Đền, tín đồ Hồi giáo gọi nó là thánh địa. Năm 628 Công nguyên, sau khi vương triều Omeyyad của đế quốc Ả Rập cưỡng đoạt Jerusalem, đã dựng lên nhà thờ Hồi giáo bằng đá ở đoạn phía bắc của di chỉ thánh điện Do Thái, bởi vì khối đá đó mà Ibrahim - tổ tiên Do Thái trong truyền thuyết, cúng bái Allah thì ở vào trung tâm chính điện bên trong nhà thờ Hồi giáo này.
Từ năm 1948 đến năm 1967 khoảng thời gian Jordan thống trị Đông Jerusalem, không cho phép người Israel đi vào thành cổ Jerusalem. Chỗ này được hợp nhất với cả bờ tây sông Jordan thành Vương quốc Jordan vào năm 1950.
Sau chiến tranh Sáu Ngày năm 1967, Israel đã chiếm cứ Đông Jerusalem, người Jordan bị trục xuất về bờ đông sông Jordan. Tuy nhiên, về sau Israel đạt tới thoả thuận với Jordan, nhà thờ Mái Vòm Đá và nhà thờ Al-Aqsa vẫn do người Jordan quản lí, khắp chung quanh có quân cảnh Israel canh phòng nghiêm mật.

## Giáo đường Mộ Thánh
Trên Núi Đền có rất nhiều đồ thánh của Cơ Đốc giáo. Vào năm 335 Công nguyên, hoàng hậu Helena - mẹ của Constantinus Đại đế, hạ lệnh, xây dựng nhà thờ Mộ Thánh (hoặc gọi nhà thờ Phục Sinh) ở ngay chỗ Chúa Giê-su bị nạn, mai táng và phục sinh, toà giáo đường này nằm ở chỗ cách di chỉ thánh điện Do Thái giáo 400 mét về hướng tây, là một trong những thánh địa chủ yếu trong lòng và mắt của các tín đồ Cơ Đốc giáo trên toàn thế giới.